# Terre-Clapier
Terre-Clapier è un comune francese di 247 abitanti situato nel dipartimento del Tarn nella regione dell'Occitania.

## Società

### Evoluzione demografica
Abitanti censiti